# Gilson Jesus da Silva
Gilson Jesus da Silva (Fortaleza, 12 giugno 1973) è un ex calciatore brasiliano naturalizzato macedone, di ruolo centrocampista.

## Carriera

### Club
Durante la sua carriera ha giocato principalmente con il Pobeda.

### Nazionale
Conta una presenza con la Nazionale macedone.